# Ophichthus lithinus
Ophichthus lithinus är en fiskart som först beskrevs av Jordan och Richardson, 1908.  Ophichthus lithinus ingår i släktet Ophichthus och familjen Ophichthidae. Inga underarter finns listade i Catalogue of Life.